# Igor Bišćan
Igor Bišćan (ur. 4 maja 1978 w Zagrzebiu) – piłkarz chorwacki grający na pozycji defensywnego pomocnika.

## Życiorys
Zaczynał karierę w Dinamo Zagrzeb, w którym grał w najpierw w drużynach juniorskich, a potem trafił do pierwszego zespołu. Jednak w sezonie 1997/98 został wypożyczony do innego klubu z 1.ligi NK Samobor, z miasta Samobor leżącego kilkanaście kilometrów na zachód od Zagrzebia. Po sezonie wrócił do Dinama, a po paru sezonach był już kapitanem zespołu, z którym grał w Pucharze UEFA oraz Lidze Mistrzów. Z Dinamem był 4-krotnie z rzędu mistrzem Chorwacji w latach 1997–2000. Zdobył także 2 razy Puchar Chorwacji (1997 i 1998).
Dobra gra w Dinamie spowodowała, że Bišćanem zaczęły się interesować czołowe kluby Europy. Chciały go m.in. FC Barcelona, A.C. Milan, AFC Ajax czy Juventus F.C., ale ostatecznie Bišćan został sprzedany do Liverpoolu za sumę 5,5 miliona funtów. W Liverpoolu zadebiutował w Worthington Cup w wygranm 5:0 meczu z Crystal Palace. Igor nie był jednak ulubieńcem menedżera „The Reds” Gerarda Houlliera. W pierwszym składzie zaczął na stałe grać dopiero w sezonie 2003/04, w którym to w lidze oraz pucharach rozegrał łącznie 39 meczów. Grał albo w obronie, albo na skrzydle, ale rzadziej w pomocy.
W 2004 roku zmienił się menedżer w Liverpoolu. Następcą Houlliera został Hiszpan Rafael Benítez. To właśnie on przesunął Bišćana na pozycję, na której Igor najbardziej lubi grać, czyli defensywnego pomocnika. Z początku był znów rezerwowym, ale kontuzje czołowych graczy spowodowały, że na dłużej wskoczył do składu. Zwłaszcza dobre partie rozegrał w Lidze Mistrzów, w meczach z Bayerem 04 Leverkusen, Juventusem oraz Chelsea. Dopiero w finale wygranym z AC Milan został zastąpiony przez Xabi Alonso, który przyczynił się do trimufu Liverpoolu. Po sukcesie w Lidze Mistrzów Liverpool wystawił Bišćana na listę transferową, który za darmo odszedł do greckiego Panathinaikosu.
Z Liverpoolem oprócz zdobycia Pucharu Mistrzów, Bišćan ma na koncie także Puchar UEFA zdobyty w 2001 roku, a także Puchar Anglii w tym samym roku, Tarcza Dobroczynności oraz Superpuchar Europy.
Latem 2007 Bišćan wrócił do swojego macierzystego klubu, Dinama Zagrzeb. W 2012 roku zakończył w nim swoją karierę.
W reprezentacji Chorwacji Bišćan debiutował 5 czerwca 1999 roku w zremisowanym 1:1 meczu z reprezentacją Macedonii. W reprezentacji nie grał nigdy wiele, zdobył jak do tej pory tylko 1 bramkę i zaliczył tylko kilkanaście występów. Wpływ na to miała także kara wymierzona przez Chorwacką Federację za opuszczenie obozu reprezentacji.

## Kariera piłkarska
| Sezon   | Klub             | Kraj      | Rozgrywki     | Mecze | Bramki |
| ------- | ---------------- | --------- | ------------- | ----- | ------ |
| 1997/98 | Dinamo Zagrzeb   | Chorwacja | Prva HNL      | 5     | 0      |
| 1997/98 | NK Samobor       | Chorwacja | Prva HNL      | 12    | 1      |
| 1998/99 | Dinamo Zagrzeb   | Chorwacja | Prva HNL      | 19    | 2      |
| 1999/00 | Dinamo Zagrzeb   | Chorwacja | Prva HNL      | 29    | 6      |
| 2000/01 | Dinamo Zagrzeb   | Chorwacja | Prva HNL      | 14    | 3      |
| 2000/01 | Liverpool        | Anglia    | Premiership   | 13    | 0      |
| 2001/02 | Liverpool        | Anglia    | Premiership   | 5     | 0      |
| 2002/03 | Liverpool        | Anglia    | Premiership   | 6     | 0      |
| 2003/04 | Liverpool        | Anglia    | Premiership   | 29    | 0      |
| 2004/05 | Liverpool        | Anglia    | Premiership   | 19    | 2      |
| 2005/06 | Panathinaikos AO | Grecja    | Alpha Ethniki | 20    | 3      |
| 2006/07 | Panathinaikos AO | Grecja    | Alpha Ethniki | 16    | 0      |
| 2007/08 | Dinamo Zagrzeb   | Chorwacja | Prva HNL      | 9     | 0      |
| 2008/09 | Dinamo Zagrzeb   | Chorwacja | Prva HNL      | 27    | 1      |
| 2009/10 | Dinamo Zagrzeb   | Chorwacja | Prva HNL      | 8     | 0      |
| 2010/11 | Dinamo Zagrzeb   | Chorwacja | Prva HNL      | 14    | 0      |
| 2011/12 | Dinamo Zagrzeb   | Chorwacja | Prva HNL      | 3     | 0      |